# Callinicum dei Maroniti
Callinicum dei Maroniti (łac. Diœcesis Callinicensis Maronitarum) – diecezja tytularna w dzisiejszej Turcji. Erygowana w 1962 w miejsce zniesionej stolicy tytularnej Callinicum, przeznaczonej dla hierarchów obrządku łacińskiego.

## Biskupi tytularni
| Lp. | Biskup        | Od                   | Do                |
| --- | ------------- | -------------------- | ----------------- |
| 1   | Francis Zayek | 30 maja 1962         | 29 listopada 1971 |
| 2   | John Chedid   | 13 października 1980 | 19 lutego 1994    |
| 3   | Samir Mazloum | 11 listopada 1996    |                   |